# Expedition 59
Expedition 59 è stata la 59ª missione di lunga durata verso la Stazione spaziale internazionale, che è iniziata il 15 marzo 2019 con l'attracco della Sojuz MS-12 e si è conclusa il 24 giugno 2019.

## Equipaggio
| Ruolo               | Marzo 2019 – Giugno 2019                |
| ------------------- | --------------------------------------- |
| Comandante          | Oleg Kononenko, Roscosmos Quarto volo   |
| Ingegnere di volo 1 | David Saint-Jacques, CSA Primo volo     |
| Ingegnere di volo 2 | Anne McClain, NASA Primo volo           |
| Ingegnere di volo 3 | Aleksej Ovčinin, Roscosmos Secondo volo |
| Ingegnere di volo 4 | Nick Hague, NASA Primo volo             |
| Ingegnere di volo 5 | Christina Koch, NASA Primo volo         |

L'equipaggio della Sojuz MS-12 originariamente era composto da Oleg Skripočka e Christina Koch ma, a causa dell'incidente alla Sojuz MS-10, Roscosmos ha preferito sostituire Skripočka con Aleksej Ovčinin e far occupare il terzo seggiolino a Tyler Hague.

## Eventi missione

### Lancio e attracco della Sojuz MS-12
Il 14 marzo 2019 la Sojuz MS-12 è stata lanciata dal Cosmodromo di Bajkonur con a bordo il comandante Aleksej Ovčinin e gli ingegneri di volo Nick Hague e Christina Koch. Il giorno successivo si è attraccata autonomamente al boccaporto nadir del modulo Rassvet della ISS, dando inizio all'Expedition 59.

### EVA 1 (USOS 52)
Il 22 marzo 2019 McClain (EV1, strisce rosse) e Hague (EV2) hanno svolto un'attività extraveicolare (EVA) di 6 ore e 39 minuti, installando gli adattatori per le nuove batterie ioni litio in sostituzione di quelle vecchie nichel idrogeno. In particolare, hanno installato gli adattatori-piastra A, B, C sul canale di alimentazione 4A Integrated Equipment Assembly (IEA). Get-task: posizionata la V-Guide Bag sul segmento S0, pulito il Common Berthing Mechanism (CBM) Foreign Object Debris (FOD) del boccaporto nadir del Nodo 1 e il fissaggio del Solar Array Blanket Box (SABB), e fotografato il Truss Jumper e la copertura termica dell'Airlock. McClain è diventata la 13ª astronauta a svolgere un'EVA.

### EVA 2 (USOS 53)
Il 29 marzo 2019 Hague (EV1, strisce rosse) e Koch (EV2) hanno svolto l'altra attività extraveicolare della durata di 6h 45min, durante la quale gli astronauti hanno concluso la sostituzione delle batterie nel segmento P4. Koch è diventata la 14ª astronauta a svolgere un'EVA.

### Lancio e attracco della Progress MS-11
Il 4 aprile 2019 alle 11 UTC la navicella cargo Progress MS-11 è stata lanciata dal Cosmodromo di Bajkonur, carica di 3 tonnellate e mezzo di provviste e rifornimenti per l'equipaggio della ISS. Dopo tre ore e mezza di viaggio, la navicella cargo si è attraccata autonomamente al boccaporto nadir del modulo russo Pirs sotto la supervisione dei cosmonauti Kononenko e Ovčinin, dove resterà agganciata fino a luglio.

### EVA 3 (USOS 54)
L'8 aprile 2019 si è svolta la terza EVA del segmento americano per l'Expedition 59 che ha visto McClain (EV1) e Saint-Jacques (EV2) uscire dalla Stazione per 6 ore e mezza per svolgere i seguenti compiti: passare dei cavi per fornire al Canadarm2 un'alimentazione elettrica ridondante, installare i primi elementi in vista dell'arrivo della nuova struttura esterna al laboratorio Columbus, rimuovere un adattatore-piastra e reinstallare un vecchio set di batterie per sostituire una batteria non funzionante installata nell'EVA precedente. Con questa attività extraveicolare Saint-Jacques è diventato il quarto canadese a svolgere un'EVA.

### Lancio e attracco Cygnus NG-11
Il 17 aprile 2019 alle 20:46 UTC la navicella cargo Cygnus NG-11 è stata lanciata dal Mid-Atlantic Regional Spaceport in direzione della ISS. Due giorni dopo gli astronauti McClain e Saint-Jacques hanno agganciato la navicella con il braccio robotico canadese Canadarm2 che nelle ore successive è stata attraccata dai controllori a terra al boccaporto nadir del Modulo Unity. Degli esperimenti presenti a bordo i più importanti erano: Bio-Analyzer, Vascular Aging, Rodent Research-12 e Astrobee. Il distacco con la ISS e il rientro distruttivo in atmosfera è previsto per il 23 luglio, durante l'Expedition 60.

### Sostituzione di un Main Bus Switching Unit
Il 29 aprile 2019 il Centro di controllo di Houston ha rilevato un problema ad uno dei Main Bus Switching Unit (MBSU) del Sistema elettrico che distribuiva la corrente elettrica a due degli otto canali di alimentazione della ISS. Normalmente per la sostituzione di un MBSU è richiesta un'attività extraveicolare d'emergenza ma questa volta il centro di controllo ha preferito provare prima la sostituzione con il solo ausilio del Canadarm2 manovrato da terra. Il 1° e il 2 maggio i controllori hanno completato con successo la rimozione dell'unità difettosa e la sua sostituzione con il ricambio già presente sulla Stazione. Durante il fallimento del MBSU sia l'equipaggio che la Stazione non sono mai stati in pericolo, ma la corrente elettrica disponibile in quel periodo è diminuita del 25% causando preoccupazione per lo svolgimento e la salvaguardia degli esperimenti a bordo. Per limitare i danni l'equipaggio ha inoltre installato una serie di ponticelli all'interno del Nodo 1 per reindirizzare l'alimentazione elettrica agli esperimenti e all'hardware più a rischio. Dopo la sostituzione del MBSU avvenuta con successo, tutti i sistemi della Stazione sono tornati alla configurazione nominale, compresa la ridondanza al Canadarm2 che aveva causato il posticipo del lancio della navicella Dragon SpX-17 prevista inizialmente per il 1º maggio.

### Lancio e attracco Dragon SpX-17
Il 4 maggio 2019 la navicella Dragon per la missione di rifornimento SpX-17 è stata lanciata dal Complesso di lancio 40 di Cape Canaveral. Dopo due giorni è stata catturata dal braccio robotico Canadarm2 manovrato dagli astronauti Saint-Jacques e Hague e poi agganciata al boccaporto nadir del Nodo 2 Harmony dai controllori a terra. A bordo della navicella erano presenti quasi 2500 kg di carico, tra cui esperimenti scientifici, hardware e provviste di vario genere per l'equipaggio. Tra gli esperimenti a bordo erano presenti: Orbiting Carbon Observatory-3, Photobioreactor, Tissue Chips in Space, Hermes e Genes in Space-6

### EVA 4 (VDK 46)
Il 29 maggio 2019 i cosmonauti russi Kononenko e Ovčinin hanno svolto la prima e unica attività extraveicolare del segmento russo della durata di sei ore. Durante l'EVA sono stati recuperati esperimenti scientifici fissati all'esterno dello modulo Poisk, rimosso e espulso un esperimento sulle onde del plasma, installati corrimani e pulite le finestre di Poisk. In onore dell'85º compleanno del primo cosmonauta a svolgere un'attività extraveicolare, Aleksej Leonov, i cosmonauti hanno portato nello spazio aperto una sua foto e abbellito le tute spaziali Orlan MKS con scritte di congratulazioni. La foto è stata consegnata a Leonov da Kononenko al suo ritorno sulla Terra avvenuto il 25 giugno 2019.

### Sgancio Dragon SpX-17
Dopo un mese di missione, il 3 giugno la Dragon, carica di campioni degli esperimenti da analizzare a Terra, è stata sganciata dalla ISS dai Controllori a Houston sotto la supervisione dell'astronauta canadese Saint-Jacques, che ha monitorato i sistemi della navicella per intervenire repentinamente in caso di situazione anomala. È ammarata poche ore dopo nell'Oceano Pacifico, 325 km dalle coste della California dov'è stata recuperata dai team di recupero.

### Sgancio Progress MS-10
Il 4 giugno 2019 la navicella cargo Progress MS-10 si è sganciata dalla Stazione. Si era attraccata autonomamente 7 mesi prima, il 16 novembre 2018, al boccaporto posteriore di Zvezda carica di provviste per il segmento russo. Durante la sua permanenza era stata usata due volte per alzare l'orbita della Stazione in vista dell'arrivo delle navicelle cargo e di quelle con equipaggio. Al rientro in atmosfera è andata distrutta sopra l'Oceano Pacifico insieme al suo carico di spazzatura e hardware ormai inutile.

### Cambio di comando Kononenko – Ovčinin
Poche ore prima dello sgancio della Sojuz MS-11, il comandante dell'Expedition 58/59 Kononenko ha passato il comando della Stazione al connazionale Ovčinin per l'Expedition 60. L'Expedition 59 si è conclusa ufficialmente il 24 giugno alle 23:25 UTC al momento dello sgancio della Sojuz MS-11 con a bordo Kononenko, Saint-Jacques e McClain.

## Esperimenti
Riepilogo della ricerca scientifica svolta durante l'Expedition 59 divisa per settimane:

11 marzo Archiviato il 22 ottobre 2020 in Internet Archive., 18 marzo Archiviato il 3 aprile 2019 in Internet Archive.,  25 marzo Archiviato il 22 ottobre 2020 in Internet Archive., 1 aprile Archiviato il 22 ottobre 2020 in Internet Archive.,  8 aprile Archiviato il 22 ottobre 2020 in Internet Archive., 15 aprile Archiviato il 22 ottobre 2020 in Internet Archive., 22 aprile Archiviato il 22 ottobre 2020 in Internet Archive., 29 aprile Archiviato il 4 agosto 2020 in Internet Archive., 
6 maggio Archiviato il 22 ottobre 2020 in Internet Archive., 13 maggio Archiviato il 22 ottobre 2020 in Internet Archive., 
20 maggio Archiviato il 22 ottobre 2020 in Internet Archive., 27 maggio Archiviato il 22 ottobre 2020 in Internet Archive.,
3 giugno Archiviato il 29 ottobre 2020 in Internet Archive., 10 giugno Archiviato il 14 giugno 2019 in Internet Archive., 
17 giugno Archiviato il 22 ottobre 2020 in Internet Archive., 24 giugno Archiviato il 22 ottobre 2020 in Internet Archive.;
Cygnus NG-11 Archiviato il 1º maggio 2019 in Internet Archive., CRS-17

### Ricerca umana

#### Airway Monitoring

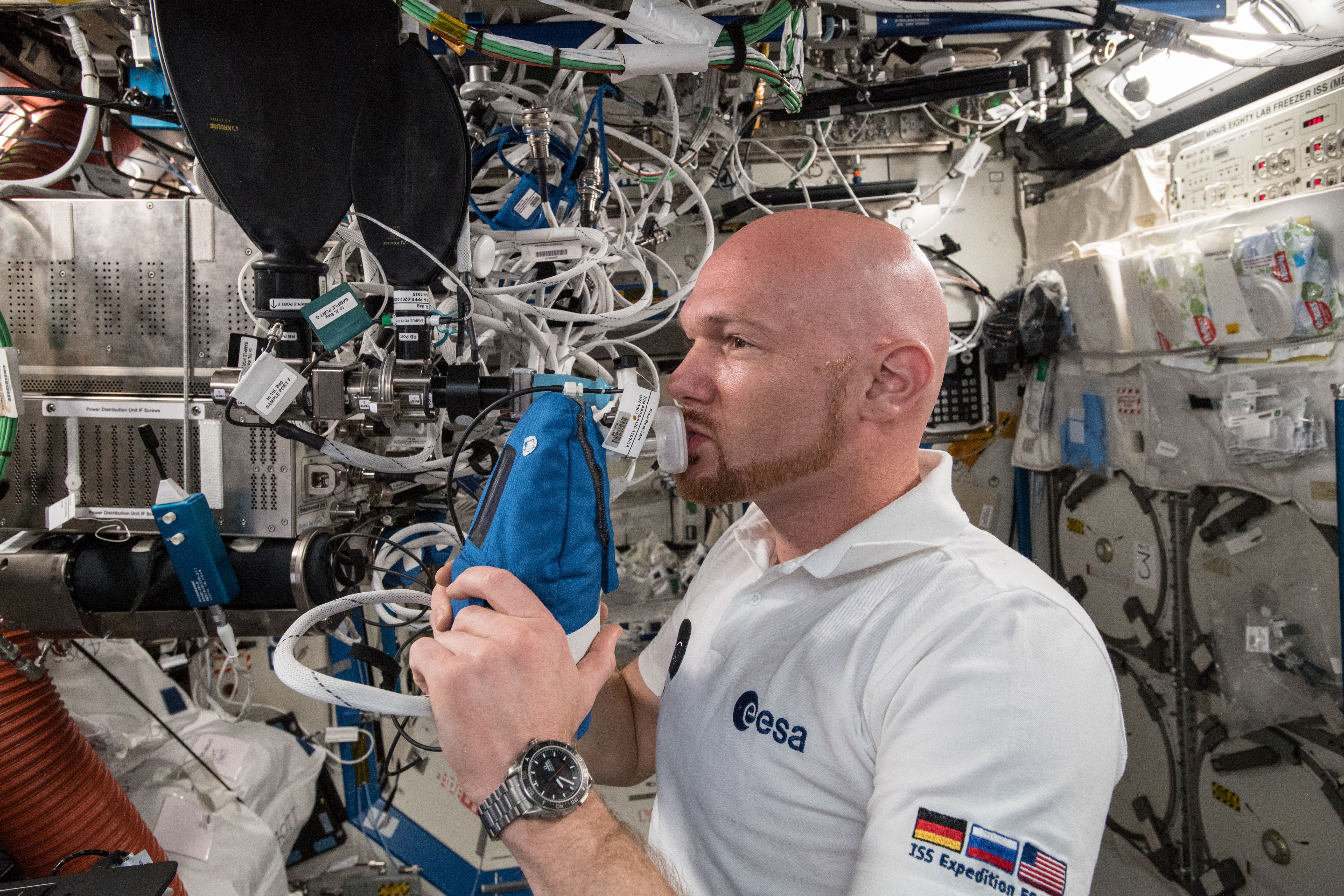
Alexander Gerst dell'Expedition 56 durante l'esperimento Airway Monitoring

Airway Monitoring studia l'insorgenza e gli indicatori dell'infiammazione delle vie respiratorie nei membri dell'equipaggio, utilizzando analizzatori di gas ultra-sensibili per analizzare l'aria espirata. Questo aiuta a evidenziare eventuali impatti sulla salute e a mantenere il benessere degli astronauti delle future missioni spaziali umane, in particolare missioni di lunga durata sulla Luna e su Marte, dove i membri del equipaggio dovranno essere più autosufficienti nell'individuare ed evitare tali condizioni.

#### At Home In Space
L'esperimento Culture, Values, and Environmental Adaptation in Space (At Home In Space) valuta la cultura, i valori e l'adattamento psicosociale degli astronauti in un ambiente spaziale condiviso da equipaggi multinazionali in missioni di lunga durata. È stato ipotizzato che gli astronauti sviluppino una cultura spaziale condivisa come strategia adattativa per gestire le differenze culturali e che inizino a pensare all'ambiente confinato isolato spaziale come una casa nello spazio. At Home in Space utilizza un insieme di questionari per indagare sulle differenze individuali e culturali, sul funzionamento della famiglia, sui valori, sulla lotta allo stress e sulla crescita personale post-volo.

#### Cerebral Autoregulation
Il cervello è l'organo più importante del corpo e ha bisogno di un apporto di sangue importante e affidabile. Una delle caratteristiche del cervello è appunto quella di autoregolare il flusso sanguigno anche quando il cuore e i vasi sanguigni non possono mantenere una pressione sanguigna ideale. L'indagine Cerebral Autoregulation verifica se questa autoregolazione migliora nell'ambiente di microgravità dello spazio. I test non invasivi misurano il flusso sanguigno nel cervello degli astronauti prima, durante e dopo un volo spaziale di lunga durata, e forniscono nuove informazioni su come il cervello salvaguarda il suo apporto sanguigno in un ambiente impegnativo.

#### Myotones
L'indagine Muscle Tone in Space (Myotones) osserva le proprietà biochimiche dei muscoli (ad esempio, il tono muscolare, la rigidità, l'elasticità) durante l'esposizione spaziale di lunga durata. I risultati di questa indagine possono fornire una migliore comprensione dei principi del tono muscolare a riposo umano e condurre allo sviluppo di nuove strategie per trattamenti alternativi per la riabilitazione sulla Terra e per le future missioni spaziali.

#### Vascular Aging
I dati finora rilevati indicano la presenza di un legame tra il rischio di salute cardiovascolare, l'invecchiamento dell'arteria carotide, il metabolismo osseo, i biomarcatori del sangue, la resistenza all'insulina e le radiazioni. I cambiamenti simili all'invecchiamento sono accelerati in molti membri dell'equipaggio della ISS, in particolare per quanto riguarda le loro arterie. Come parte dell'indagine Space Environment Causes Acceleration of Vascular Aging: Roles of Hypogravity, Nutrition, and Radiation (Vascular Aging) l'equipaggio della ISS esegue su loro stessi ultrasuoni delle arterie, prelievi di sangue, tolleranza al glucosio via orale e sensori indossabili. È stato lanciato a bordo della navicella Cygnus ad aprile 2019.

#### VO2max

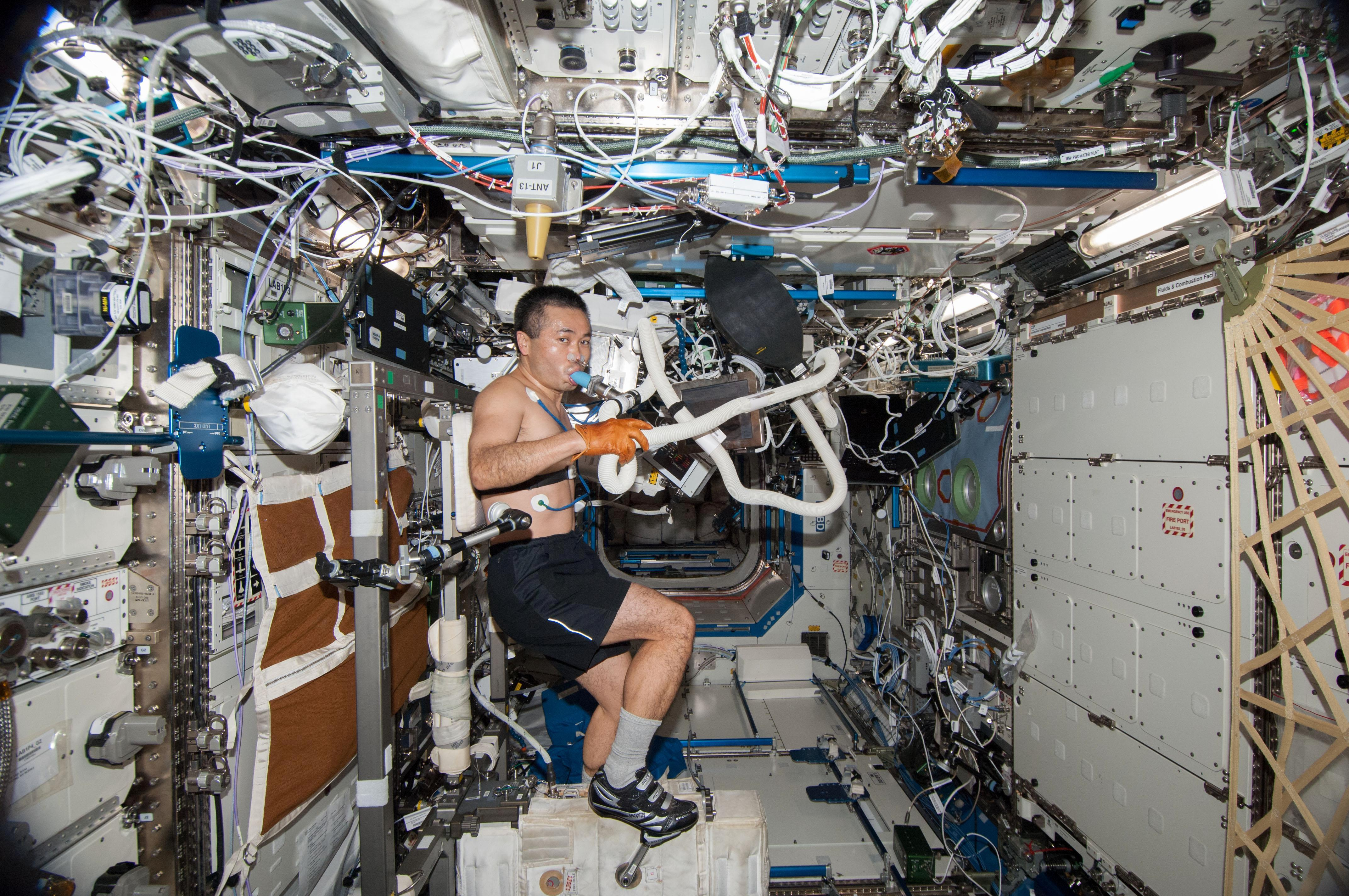
Koichi Wakata dell'Expedition 38 durante l'esperimento VO2max nel Laboratorio Destiny

Evaluation of Maximal Oxygen Uptake and Submaximal Estimates of VO2max Before, During, and After Long Duration International Space Station Missions (VO2max) rileva i cambiamenti della massima assunzione di ossigeno dei membri della equipaggio a bordo della ISS durante le missioni di lunga durata. VO2max, anche detta capacità aerobica, indica la quantità di sforzo fisico che qualcuno può sostenere. Nello spazio, la capacità di eseguire attività extraveicolari e rispondere efficacemente alle emergenze richiede che gli astronauti siano al loro meglio. I ricercatori hanno scoperto che la capacità aerobica nello spazio è correlata all'intensità dell'esercizio fisico; in particolare, quelli che svolgono esercizi a intensità normale hanno visto un'iniziale diminuzione seguita successivamente da un aumento graduale mentre l'esercizio a intensità massima hanno migliorato la loro capacità aerobica. La capacità aerobica ritorna poi ai livelli di pre-volo un mese dopo l'atterraggio, indicando quindi l'assenza di effetti di lunga durata sui polmoni e sui muscoli. È necessario testare entrambe le intensità per fornire un quadro più completo e una migliore documentazione di intensità e regimi specifici.

### Biologia e biotecnologia

#### Bio-Analyzer
Bio-Analyzer è uno strumento che funge da piattaforma per esperimenti scientifici sulla ISS. Lo strumento esegue la quantificazione in orbita delle molecole biologiche e della composizione cellulare nei campioni raccolti e preparati a bordo dell'ISS, senza aver bisogno di portare a Terra i campioni.
 È stato lanciato a bordo della navicella Cygnus ad aprile 2019.

#### Kidney Cells
Effects of Microgravity on the Structure and Function of Proximal and Distal Tubule Microphysiological System (Kidney Cells) esamina come la salute dei reni viene influenzata dalla microgravità e da altri fattori tipici del viaggio spaziale, tra cui l'aumento dell'esposizione chimica, conservazione e riciclo dell'acqua e dieta alimentare alterata. Condizioni mediche gravi causate da scarsa salute del rene, tra cui la presenza di proteine nelle urine (proteinuria), osteoporosi e calcoli renali, si verificano più spesso e più rapidamente nello spazio. La conoscenza acquisita potrà aiutare a proteggere la salute degli astronauti e contribuire anche a trovare trattamenti migliori per le malattie renali sulla Terra. È stato lanciato a bordo della navicella Dragon il 4 maggio 2019.

#### Lung Host Defense in Microgravity
Con l'esperimento Lung host Defense in Microgravity si vuole capire il motivo per cui l'ambiente spaziale rende gli astronauti più inclini alla malattia rispetto alle persone sulla Terra. Utilizza la tecnologia Organ-on-a-chip per creare modelli tridimensionali del polmone e del midollo osseo da cellule umane viventi e successivamente questi verranno infettati per confrontare il modo in cui le cellule polmonari rispondono e come i globuli bianchi si muovono dal midollo osseo nel flusso sanguigno in microgravità rispetto sulla Terra. Questo esperimento fa parte dell'investigazione Tissue Chips in Space ed è stato lanciato a bordo della navicella Dragon.

#### Rodent Research-12
Rodent Research-12, anche conosciuto come Tetanus Antibody Response by B cells in Space (TARBIS), esamina gli effetti del volo spaziale sulla produzione di anticorpi e sulla memoria immunologica. Il volo spaziale è noto per avere un'influenza negativa sulla risposta immunitaria, ma è stata svolta poca ricerca sul suo effetto dopo aver stressato il sistema immunitario del corpo. L'uso dei topi lo rende possibile, poiché il sistema immunitario del topo è molto simile a quello degli esseri umani. È stato lanciato a bordo della navicella Cygnus ad aprile 2019.

#### Veggie PONDS
Gli organismi crescono in modo diverso nello spazio, partendo dai batteri unicellulari fino ad arrivare alle piante e agli esseri umani. Le future missioni spaziali di lunga durata richiederanno ai membri dell'equipaggio di coltivare il proprio cibo e perciò capire come le piante rispondono alla microgravità e dimostrare di poter coltivare in modo affidabile in orbita sarà indispensabile. Veggie PONDS utilizza un nuovo sistema di erogazione di nutrienti passivo e l'impianto di crescita vegetale Veggie a bordo della ISS per coltivare lattuga e mizuna. Questi prodotti saranno raccolti e, in futuro, consumati in orbita, come già accade con i prodotti dell'esperimento Veggie.

### Scienze fisiche

#### Space Fibers
Manufacturing Fiber Optic Cable in Microgravity (Space Fibers) valuta l'utilizzo di un nuovo metodo di produzione dei cavi in fibra ottica chiamato ZBLAN, che si ottiene miscelando lo zirconio, il bario, il lantanio, il sodio e l'alluminio. ZBLAN produce vetro 100 volte più trasparente rispetto al vetro in silice ed è molto importante per le fibre ottiche. La microgravità sopprime i due meccanismi che comunemente degradano la fibra e precedenti studi hanno mostrato proprietà migliori nella fibra prodotta in microgravità rispetto a quella fabbricata a Terra.

#### Two-Phase Flow
L'esperimento JAXA Interfacial behaviors and Heat transfer characteristics in Boiling Two-Phase Flow (Two-Phase Flow) analizza le caratteristiche del trasferimento di calore nell'ebollizione del flusso in microgravità. Questo esperimento ha lo scopo di fornire una comprensione fondamentale dei comportamenti della formazione delle bolle, del flusso di vapore-liquido in un tubo e del modo in cui il calore viene trasferito nei sistemi di raffreddamento. Two-Phase Flow utilizza un ciclo di raffreddamento del campione utilizzando il perfluoroesano, spesso utilizzato nei refrigeranti per l'elettronica, per stabilire la portata, la potenza di riscaldamento e altri effetti in diverse condizioni.

### Sviluppo tecnologico

#### Astrobee

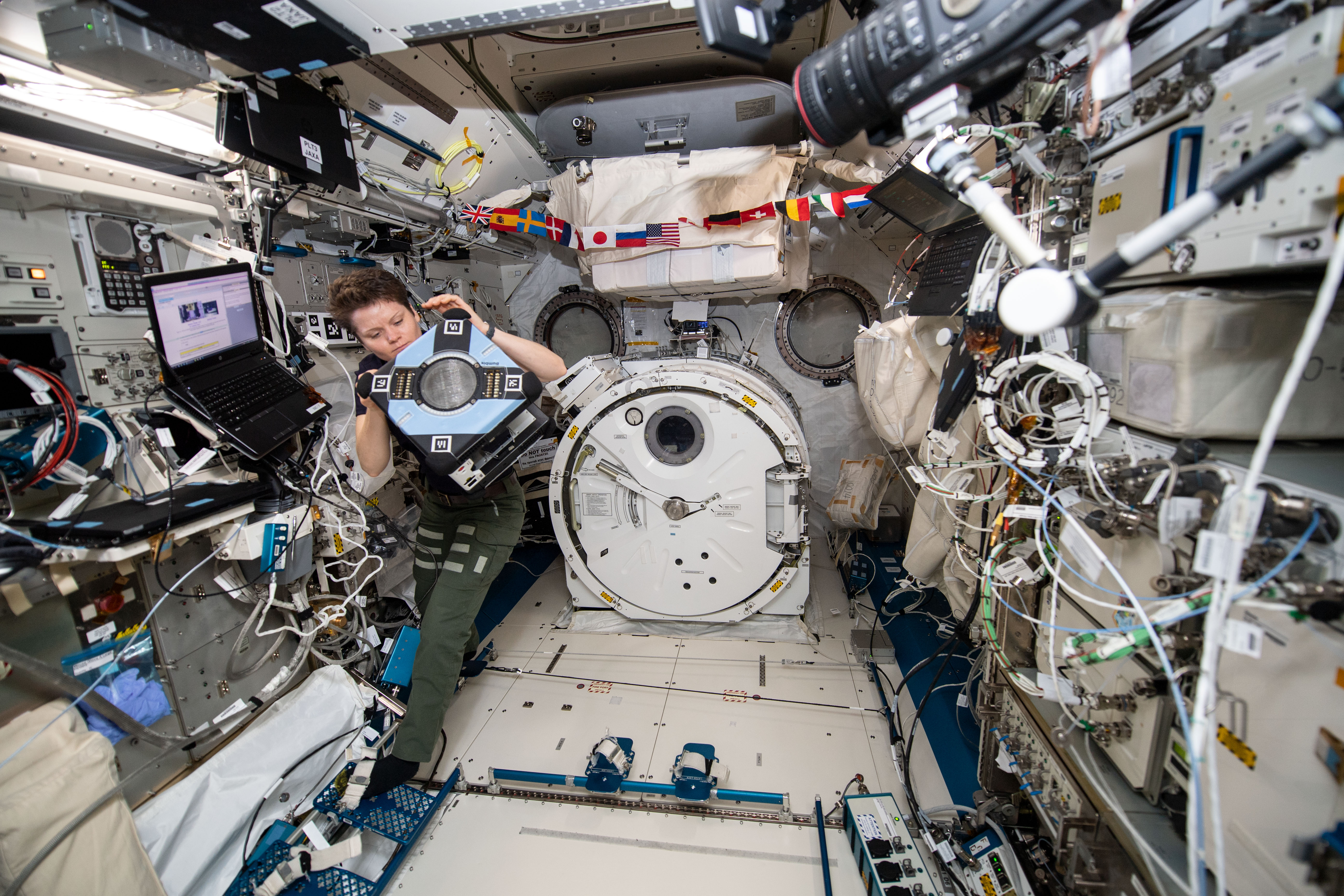
Anne McClain con un Astrobee nel modulo Kibo

Gli Astrobee sono tre robot cubici a volo libero, progettati per aiutare gli scienziati a sviluppare e testare le tecnologie per assistere gli astronauti in microgravità con le faccende di routine e per dare ai controllori a Terra una visione aggiuntiva all'interno della Stazione spaziale. I robot sono autonomi, alimentati da ventole e la navigazione basata sulla visione e hanno il compito di monitoraggio dell'equipaggio. È stato lanciato a bordo della navicella Cygnus ad aprile 2019.

#### Genes in Space-6
I danni dell'acido desossiribonucleico (DNA) causati dall'elevata esposizione alle radiazioni possono influenzare la salute a lungo termine degli astronauti. Genes in Space-6 vuole determinare i meccanismi ottimali di riparazione del DNA che le cellule utilizzano nell'ambiente spaziale. L'inchiesta valuta per la prima volta l'intero processo nello spazio inducendo il danno del DNA nelle cellule e valutando la mutazione e la riparazione a livello molecolare utilizzando il miniPCR e il Biomolecule Sequencer a bordo della ISS. È stato lanciato a bordo della navicella Dragon il 4 maggio 2019.

#### Photobioreactor
Oggi i sistemi di supporto vitale che sostengono gli astronauti nello spazio si basano su processi fisico-chimici. L'indagine Photobioreactor mira a dimostrare che le microalghe (cioè i processi biologici) possono essere utilizzate insieme ai sistemi esistenti per migliorare il riciclo delle risorse, creando un sistema di supporto vitale ibrido. Questo approccio ibrido potrebbe essere utile nelle future missioni di esplorazione, in quanto potrebbe ridurre la quantità di materiali di consumo da rifornire da Terra.  È stato lanciato a bordo della navicella Dragon il 4 maggio 2019.

#### Radi-N2

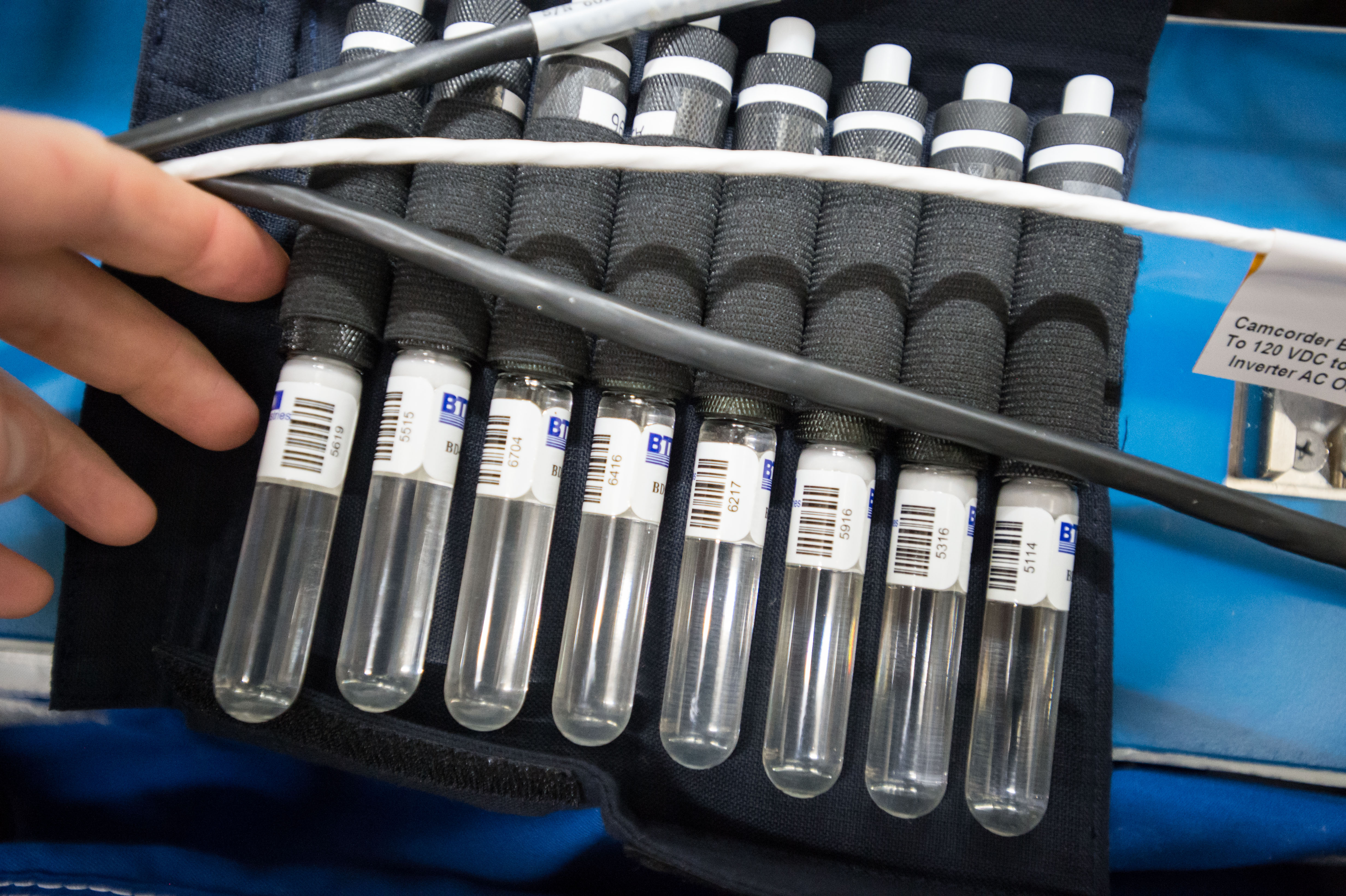
I rilevatori a bolle dell'esperimento Radi-N2

Radi-N2 Neutron Field Study (Radi-N2) è un'indagine progettata per analizzare le radiazioni di neutroni presenti a bordo della ISS. Otto rivelatori di bolle neutroni vengono posizionati in luoghi fissi all'interno dei moduli della ISS, incluso uno agganciato costantemente a un membro dell'equipaggio. L'obiettivo di questa indagine è quello di caratterizzare meglio l'ambiente di neutroni dell'ISS, definire il rischio per la salute dei membri dell'equipaggio e fornire i dati necessari per sviluppare misure protettive avanzate per volo spaziali futuri. I primi risultati non hanno mostrato variazioni nel quantitativo di radiazioni quando la Stazione cambiava posizione o altitudine mentre è stato rilevato un piccolo incremento durante l'aumento dell'attività solare. Altri esperimenti hanno dimostrato che quando i rilevatori sono stati inseriti all'interno di un contenitore in tipo-tessuto le radiazioni erano inferiori a quelle rilevate all'esterno del contenitore.

#### STP-H6-XCOM
Space Test Program-Houston 6-X-Ray Communication (STP-H6-XCOM) ha lo scopo dimostrare un sistema di comunicazione e di tracciamento spaziale utilizzando un fascio di raggi X modulati invece che frequenze a onde radio tradizionalmente utilizzati per la comunicazione. La dimostrazione include una nuova tecnica per la generazione di raggi X che può essere acceso e spento a velocità molto più elevate rispetto alle tradizionali sorgenti a raggi X. Utilizza come ricevitore il Neutron Star Interior Composition Explorer (NICER), già montato sulla ISS. È stato lanciato a bordo della navicella Dragon il 4 maggio 2019.

### Attività educative e culturali

#### The ISS Experience
The International Space Station Experience è una serie di realtà virtuale (VR) cinematografica che documenta la vita e la ricerca a bordo della Stazione spaziale. Girato durante diversi mesi, la serie VR immersiva documenta le attività dell'equipaggio, dalla scienza condotta a bordo alla preparazione per un'attività extraveicolare.

### Scienze della Terra

#### Orbiting Carbon Observatory-3
Orbiting Carbon Observatory-3 (OCO-3), installato all'esterno sul Japanese Experiment Module-Exposed Facility (JEM-EF), osserva le dinamiche complesse del ciclo di carbonio atmosferico della Terra. Il carico utile OCO-3 è progettato per raccogliere le misurazioni dallo spazio necessarie per quantificare le variazioni nella frazione di mole dell'anidride carbonica (CO2) ad aria secca in media colonna, XCO2, con la precisione, risoluzione e copertura necessarie per migliorare la comprensione delle fonti di CO2 superficiali e dei serbatoi di carbonio su scala regionale (≥1000 km) e dei processi che controllano la loro variabilità nel ciclo stagionale. È stato lanciato a bordo della navicella Dragon il 4 maggio 2019 nella missione CRS-17.